# 1993 في الصين
فيما يلي قوائم الأحداث التي وقعت خلال عام 1993 في الصين.

## سياسة

### تعيين في المنصب
- 27 مارس – جيانغ زيمين رئيس جمهورية الصين الشعبية.

### انتهاء فترة المنصب
- 1 مارس – ون جيا باو Director of the General Office of the Chinese Communist Party ‏.
- 27 مارس – يانج شانج كون رئيس جمهورية الصين الشعبية.

## مواليد

### فبراير
- 14 فبراير – دنغ وي ربّاعة صينية.

### أغسطس
- 20 أغسطس – دينغ يانيوهانغ لاعب كرة سلة صيني.

### نوفمبر
- 18 نوفمبر – تشانغ زيتيان

## وفيات

### أبريل
- 8 أبريل – جون ماكلين موريس (مواليد 1911)

### ديسمبر
- 24 ديسمبر – ين شيا-كان (مواليد 1905) سياسي صيني.[1]